# Nicolas Marini
Nicolas Marini (Iseo, 29 juli 1993) is een Italiaans wielrenner die anno 2018 rijdt voor MsTina Focus.

## Carrière
Marini maakte zijn debuut voor Nippo-Vini Fantini in Argentinië, in de Ronde van San Luis. In de eerste etappe belandde hij net naast het podium, op de vierde plek.

## Baanwielrennen

### Palmares
| Jaar     | IK                           | EK       | WK       | Overig   |
| Junioren | Junioren                     | Junioren | Junioren | Junioren |
| -------- | ---------------------------- | -------- | -------- | -------- |
| 2011     | Puntenkoers, Scratch, Omnium |          |          |          |

## Wegwielrennen

### Overwinningen
2011
Tre Ciclistica Bresciana, Junioren
2015
2e etappe Ronde van Japan
2e, 3e en 6e etappe Ronde van China II
2016
8e etappe Ronde van het Qinghaimeer
5e etappe Ronde van China I
4e etappe Ronde van het Taihu-meer
2017
12e etappe Ronde van het Qinghaimeer
1e etappe Ronde van het Taihu-meer
2018
2e etappe Ronde van Albanië

## Ploegen
- 2015 –  Nippo-Vini Fantini
- 2016 –  Nippo-Vini Fantini
- 2017 –  Nippo-Vini Fantini
- 2018 –  MsTina Focus

Berlato · Bisolti · Chaparro · Colli · Cunego · De Negri · Filosi · Grosu · Ishibashi · Kuroeda · Malaguti · Marini · A.Nibali · Pozzo · Stacchiotti · Viola · Yamamoto · Onesti (stagiair)
Arredondo · Bagioli · Berlato · Bisolti · Canola · Cunego · De Negri · Filosi · Grosu · Ito · Kobayashi · Koishi · Kuboki · Marangoni · Marini · Nakane · Santaromita · Stacchiotti · Uchima · Bou (stagiair) · Cima (stagiair) · Nishimura (stagiair)
Andrei · Berlato · Cojanu · Dima · Dobre · Marcelli · Marini · Sdrăilă · Sînza · Stacchiotti · Stan · Zurlo